# Даишева, Альбина Кеновна
Альбина Кеновна Даишева (тат. Альбина Кен кызы Даишева; род. 26 июля 1961, Казань, Татарская АССР, РСФСР, СССР) — российский архитектор, дизайнер, реставратор. Лауреат Государственной премии Республики Татарстан имени Габдуллы Тукая (2012).

## Биография
Альбина Кеновна Даишева родилась 26 июля 1961 года в Казани. Отец — Кен Фатыхович (1930—2014), сотрудник Татарского научно-исследовательского и проектно-конструкторского института нефтяного машиностроения.
В 1992 году окончила Казанский инженерно-строительный институт, после чего работала художником декоративно-прикладного искусства в творческо-производственной партии «Искусство» (1992—1996), специалистом Главного управления архитектуры и градостроительства Главы администрации города Казани (1996—2001), менеджером и проектировщиком Художественного фонда Республики Татарстан (2001—2004), директором ООО «Забир» (2004—2005). В 2005 году поступила ассистентом на кафедру интерьера Казанского государственного архитектурно-строительного университета. Одновременно, с 2009 года работает в Государственном историко-архитектурном и художественном музее-заповеднике «Казанский Кремль», где занимает должность главного специалиста отдела мониторинга, сохранения и реставрации.
Член Союза дизайнеров России (2012). Участвовала в создании концепции сохранения, реставрации и использования ансамбля Казанского Кремля и подготовке его номинации на статус объекта Всемирного наследия ЮНЕСКО, реставрации главного (восточного) корпуса Пушечного двора, реставрации фасадов и возобновления анфиладной системы планировки Губернаторского дворца, в разработке проектов реставрации Александровского пассажа, дома Кекина, а также в проектировании интерьеров соборной мечети в Самаре (1994) и Белой мечети в Астрахани (2008), где работала вместе с мужем.
В 1997—2005 годах приняла участие в создании интерьеров мечети Кул-Шариф, выступив автором-разработчиком витражей, оформления купола, подкупольных парусов, решеток женского уровня и ограждений, за что в 2012 году была удостоена Государственной премии Республики Татарстан имени Габдуллы Тукая. Также принимала участие в создании витражей Мавзолея казанских ханов, дизайна экспозиции Музея исламской культуры при мечети, воссоздании сени над ракой с мощами св. Гурия в Благовещенском соборе.

## Награды
- Государственная премия Республики Татарстан имени Габдуллы Тукая (2012 год) — за создание архитектурного комплекса «Мечеть Кул Шариф»[19]. Вручена президентом Республики Татарстан Р. Н. Миннихановым на церемонии на площади перед Татарским государственным академическим театром имени Г. Камала[20].

## Личная жизнь
Муж — архитектор Рустэм Забиров, есть дочь.